# Cesare Pinarello
Cesare Pinarello (n. 5 octombrie 1932, Treviso, Veneto, Italia – d. 2 august 2012, Treviso, Veneto, Italia) a fost un ciclist de performanță ce a reprezentat Italia, medaliat olimpic. A participat la 2 ediții ale Jocurilor Olimpice (1952, 1956) în care a câștigat două medalii de bronz.